# Clemson University

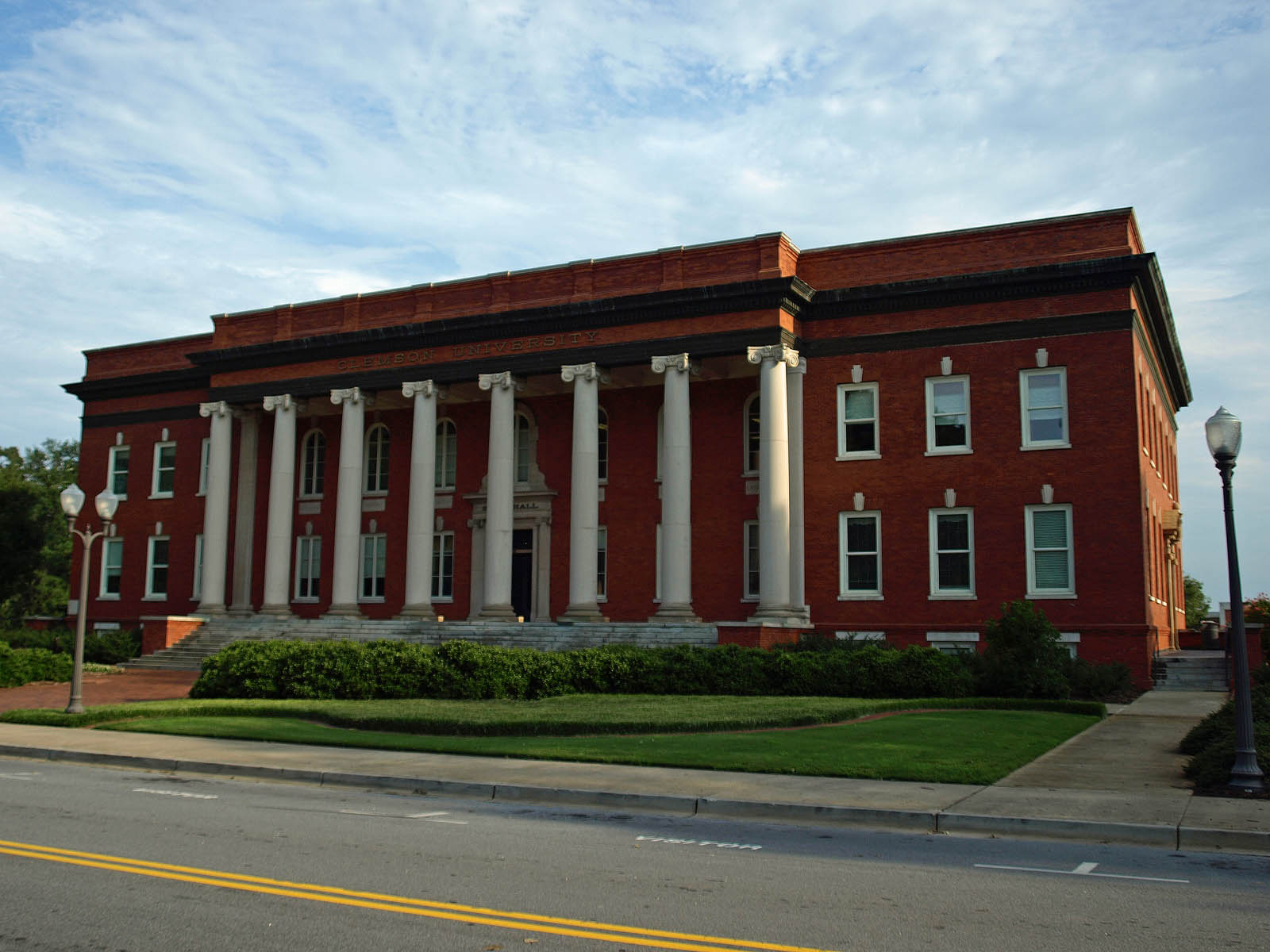
Huvudbyggnaden, Sikes Hall, på Clemson University.

Clemson University är ett delstatligt ägt amerikanskt universitet som är beläget i Clemson, South Carolina. Universitetet grundades år 1889 och fram till 1964 var dess namn Clemson Agricultural College of South Carolina. Kvinnor började studera där 1955 och blev 1963 den första traditionella högskolan i South Carolina för vita män att upphöra med rassegregering.
Clemson University är det näst största i South Carolina sett till antal studenter. Universitets campus ligger vid foten av Blue Ridge Mountains. Universitetet förfogar över ytterligare mark i Clemson Experimental Forest, som universitetet använder för forskning, rekreation och utbildning. Till alumnerna hör politiker som Nikki Haley och Strom Thurmond.